# グレンヘン空港
グレンヘン空港（英語:Grenchen Airport ドイツ語:Flughafen Grenchen）(ICAO: LSZG)は、スイスゾロトゥルン州レーベルン区グレンヘンにある空港。

## 概要
2014年時点で79,260回の発着回数があり、チューリッヒ空港、バーゼル空港、ジュネーヴ空港に次ぐ4番目の規模となる大きさの地方空港となるが、利用客数では第7位である。
訓練や遊覧飛行、ビジネス、スカイダイビング及びグライダーなど主に自家用のゼネラル・アビエーション目的で利用されており、発着回数の大半は飛行訓練によるもの。スイス航空やエーデルワイス航空、スイス空軍の操縦士養成を行っている「Swiss AviationTraining, SAT」がハブ空港として利用しており、ダイヤモンド・エアクラフト・インダストリーズ社製の単発機となる「Diamond DA40」双発機である「Diamond DA42」を使用したVFR/IFRなどの基礎飛行訓練が行われている。この他、スイスの航空救助隊となるスイス・エア＝レスキューでもAirbus Helicopters H125を使用したヘリコプターの飛行訓練が行われている。

## 歴史
1931年4月12日、2か月半の工事を経て完成した未舗装であった新空港にスイス軍のパイロット、エンスト・クナーベ（Ernst Knab）が初着陸しており、その約一月後となる5月10日、芝生滑走路として運用が開始されている。1931年7月26日に開催されたエミール・ドボワチンの飛行展示会には10,000人の観客が訪れている。
第二次世界大戦中にはスイス軍の再訓練施設として使用されており、1970年3月の連邦議会上で滑走路を舗装するため助成金の支給が決議され、舗装路が完成した1970年12月4日に空港が再開されている。
1971年連邦政府から公共空港として譲渡される。2001年で使用期限を迎えたが30年の再延長が行われた。
スイス国内の航空交通管制を担当するスカイガイドによって空港管制業務が引き継がれており、引き継がれた国内14か所の内のひとつとなる。